# Australië op de Olympische Zomerspelen 1920
Australië nam deel aan de Olympische Zomerspelen 1920 in Antwerpen, België.

## Medailles
| Sport    | Olympiër                                             | Discipline            | Medaille |
| -------- | ---------------------------------------------------- | --------------------- | -------- |
| Atletiek | George Parker                                        | 3km snelwandelen (m)  | Zilver   |
| Zwemmen  | Henry Hay William Herald Keith Kirkland Ivan Stedman | 4x200m vrije slag (m) | Zilver   |
| Zwemmen  | Frank Beaurepaire                                    | 1500m vrije slag (m)  | Brons    |

## Deelnemers en resultaten

### Atletiek
| Olympiër            | Discipline            | Resultaat    | Prestatie                                               |
| ------------------- | --------------------- | ------------ | ------------------------------------------------------- |
| William Hunt        | 100m (m)              | kwartfinale  | serie 4: 1e in 11,0 kwartfinale 1: 4e in 11,2           |
| William Hunt        | 200m (m)              | 8e           | serie 4: 2e in 23,5 kwartfinale 2: 4e in 22,4           |
| Sinton Hewitt       | 10000m (m)            | halve finale | halve finale 2: 10e                                     |
| Wilfred Kent-Hughes | 110m horden (m)       | series       | serie 1: 4e                                             |
| Wilfred Kent-Hughes | 400m horden (m)       | halve finale | serie 2: 1e in 57,2 halve finale 1: 5e in 56,9          |
| Sinton Hewitt       | marathon (m)          | 30e          | 3:03.27,0                                               |
| George Parker       | 3km snelwandelen (m)  | Zilver       | halve finale 1: 2e in 13.47,9 finale: 2e in 13.19,6     |
| George Parker       | 10km snelwandelen (m) | DSQ          | halve finale 1: 3e in 47.31,0 finale: gediskwalificeerd |

### Schoonspringen
| Olympiër         | Discipline    | Resultaat | Prestatie                    |
| ---------------- | ------------- | --------- | ---------------------------- |
| Lily Beaurepaire | 10m toren (v) | 8e        | groep 2: 4e met 147,5 punten |

### Tennis
| Olympiër      | Discipline    | Resultaat | Prestatie                                                     |
| ------------- | ------------- | --------- | ------------------------------------------------------------- |
| Ronald Thomas | enkelspel (m) | 17e       | 1e ronde: vrij 2e ronde: V van BEL Washer: 6-1, 6-3, 3-6, 6-4 |

### Wielersport
| Olympiër      | Discipline | Resultaat | Prestatie                                                                 |
| ------------- | ---------- | --------- | ------------------------------------------------------------------------- |
| Gerald Halpin | sprint (m) | 4e        | serie 12: 1e in 12,6 kwartfinale 2: 1e in 12,6 halve finale 2: 3e in 15,2 |
| Jack King     | sprint (m) | series    | serie 3: 3e                                                               |
| Jack King     | 50km (m)   | DNF       | niet gefinisht                                                            |

### Zwemmen
| Olympiër                                             | Discipline            | Resultaat    | Prestatie                                                                  |
| ---------------------------------------------------- | --------------------- | ------------ | -------------------------------------------------------------------------- |
| Henry Hay                                            | 100m vrije slag (m)   | halve finale | serie 4: 2e in 1.06,8 halve finale 1: 6e                                   |
| William Herald                                       | 100m vrije slag (m)   | 8e           | serie 5: 2e in 1.08,8 halve finale 2: 3e in 1.05,8 finale: 4e in 1.0,8     |
| Keith Kirkland                                       | 100m vrije slag (m)   | halve finale | serie 1: 2e in 1.08,0 halve finale 2: 6e                                   |
| Ivan Stedman                                         | 100m vrije slag (m)   | halve finale | serie 3: 2e in 1.04,2 halve finale 2: 4e                                   |
| Frank Beaurepaire                                    | 400m vrije slag (m)   | DNF          | serie 4: 3e in 5.42,0 halve finale 2: 3e in 5.32,8 finale: niet gefinisht  |
| Henry Hay                                            | 400m vrije slag (m)   | series       | serie 5: 5e                                                                |
| Keith Kirkland                                       | 400m vrije slag (m)   | DNF          | serie 2: 2e in 6.12,2 halve finale 2: niet gefinisht                       |
| Frank Beaurepaire                                    | 1500m vrije slag (m)  | Brons        | serie 5: 1e in 22.55,0 halve finale 2: 2e in 23.02,2 finale: 3e in 23.04,0 |
| Ivan Stedman                                         | 200m schoolslag (m)   | 5e           | serie 4: 2e in 3.18,8 halve finale 2: 3e in 3.16,0 finale: 5e              |
| Henry Hay William Herald Keith Kirkland Ivan Stedman | 4x200m vrije slag (m) | Zilver       | halve finale 1: 2e in 10.23,0 finale: 2e in 10.25,4                        |
|                                                      |                       |              |                                                                            |
| Lily Beaurepaire                                     | 100m vrije slag (v)   | halve finale | halve finale 3: 6e                                                         |
| Lily Beaurepaire                                     | 300m vrije slag (v)   | halve finale | halve finale 1: 5e                                                         |

Argentinië · Australië · België · Brazilië · Brits-Indië · Canada · Chili · Denemarken · Egypte · Estland · Finland · Frankrijk · Griekenland · Groot-Brittannië · Italië · Japan · Joegoslavië · Luxemburg · Monaco · Nederland · Nieuw-Zeeland · Noorwegen · Portugal · Spanje · Tsjecho-Slowakije · Verenigde Staten · Zuid-Afrika · Zweden · Zwitserland